# Taliese Fuaga
(en) Statistiques sur pro-football-reference
Taliese Fuaga, né le 5 avril 2002 à Tacoma, est un sportif professionnel américain de football américain évoluant au poste d'offensive tackle dans la National Football League (NFL) pour les Saints de La Nouvelle-Orléans depuis la saison 2024.
Sélectionné en 14e choix global lors du premier tour de la draft 2024 de la NFL par la franchise des Saints, il a joué auparavant au niveau universitaire pour les Beavers de l'université d'État de l'Oregon où il est obtient une sélection dans la première équipe SEC et All-America en 2023.

## Biographie

### Jeunesse
Fuaga fréquente le lycée Mount Tahoma situé à Tacoma dans l'État de Washington. Il est sélectionné pour jouer au Polynesian Bowl 2020. Fuaga s'engage avec l'université d'État de l'Oregon après avoir reçu des offres des universités de l'Oregon, de l'USC, d'Hawaï et du Nevada,.

### Carrière universitaire
Fuaga participe aux 14 matchs des saisons 2020 et 2021 d'Oregon State en tant que remplaçant. Il est titulaire lors des 13 matchs de la saison 2022 et 2023. Il est sélectionné au terme de sa dernière saison universitaire dans la première équipe All-America ainsi que dans la première équipe de la Southeastern Conference (SEC),.

### Carrière professionnelle
| Taille              | Poids           | Bras           | Main           | Sprint   | Sprint   | Sprint   | Shuttle 20 yards | 3 cones drill | Détente       | Détente            | Développé couché | Test Wonderlic |
| Taille              | Poids           | Bras           | Main           | 40 yards | 10 yards | 20 yards | Shuttle 20 yards | 3 cones drill | verticale     | horizontale        | Développé couché | Test Wonderlic |
| 1,97 m (6 ft 5¾ in) | 147 kg (324 lb) | 84 cm (33⅛ in) | 26 cm (10⅛ in) | 5,13 s   | 1,77 s   | 2,98 s   | -                | -             | 81 cm (32 in) | 2,82 m (9 ft 3 in) | -                | -              |

#### Draft
Fuaga est sélectionné en 14e choix global lors du premier tour de la draft 2024 de la NFL par la franchise des Saints de La Nouvelle-Orléans.

## Statistiques

### Universitaires
| Année       | Équipe                 | Statut      | MJ |       | Plaquages | Plaquages | Plaquages | Plaquages |       | Interceptions | Interceptions | Interceptions | Interceptions |  | Fumbles | Fumbles |
| Année       | Équipe                 | Statut      | MJ | Total | Seul      | Ast.      | Sacks     | Nb.       | Yards | Déf.          | TD            | Nb.           | Rec.          |  |         |         |
| 2022        | Beavers d'Oregon State | So.         | 13 | 1     | 1         | 0         | 0,0       | -         | -     | -             | -             | -             | -             |  |         |         |
| 2023        | Beavers d'Oregon State | Sr.         | 12 | 0     | 0         | 0         | 0,0       | -         | -     | -             | -             | -             | -             |  |         |         |
| Totaux NCAA | Totaux NCAA            | Totaux NCAA | 25 | 1     | 1         | 0         | 0,0       | -         | -     | -             | -             | -             | -             |  |         |         |

### Professionnelles
| Année | Équipe                        | MJ |                | Plaquages      | Plaquages      | Plaquages      | Plaquages      |                | Interceptions  | Interceptions  | Interceptions | Interceptions |  | Fumbles | Fumbles |
| Année | Équipe                        | MJ | Total          | Seul           | Ast.           | Sacks          | Nb.            | Yards          | Déf.           | TD             | Nb.           | Rec.          |  |         |         |
| 2024  | Saints de La Nouvelle-Orléans | ?  | Saison à venir | Saison à venir | Saison à venir | Saison à venir | Saison à venir | Saison à venir | Saison à venir | Saison à venir | ?             | ?             |  |         |         |